# کیم ون
کیم ون (انگلیسی: Kim Wan؛ زادهٔ ) یک بازیکن تنیس روی میز اهل کره جنوبی است. 
وی در مسابقات کشوری و بین‌المللی در مجموع برنده ۲ مدال نقره، ۳ مدال برنز شده‌است.